# باول باوم
باول باوم (بالإنجليزية: Paul Baum)‏ هو رياضياتي أمريكي، ولد في 1936 في نيويورك في الولايات المتحدة.